# Pecenia, Zolociv
Pecenia (în ucraineană Печенія) este un sat în comuna Kurovîci din raionul Zolociv, regiunea Liov, Ucraina.

## Demografie
Componența lingvistică a localității Pecenia
     Ucraineană (100%)
Conform recensământului din 2001, toată populația localității Pecenia era vorbitoare de ucraineană (100%).